# Бердо (хребет)
Бе́рдо — гірський хребет в Стрийсько-Сянській Верховині. Розташований у Карпатах, у межах Стрийського району Львівської області, неподалік від Верецького перевалу, між селами Тухолька, Хітар, Лавочне і Климець, Жупани, Верхнячка. Бердо простягається з північного заходу на південний схід. На південно-східних відрогах хребта беруть початок річки Стрий і Опір. Найвищі вершини хребта підносяться до 1197 м (г. Бердо) і 1182 м (г. Валечнина). Верхня частина хребта не заліснена, тому з нього відкриваються панорами на довколишні гори.
На хребті розташований ландшафтний заказник — Бердо.